# Liste der denkmalgeschützten Objekte in Großwilfersdorf
Die Liste der denkmalgeschützten Objekte in Großwilfersdorf enthält die 10 denkmalgeschützten, unbeweglichen Objekte der Gemeinde Großwilfersdorf im steirischen Bezirk Hartberg-Fürstenfeld.

## Denkmäler
| Foto |                 | Denkmal                                                             | Standort                                         | Beschreibung | Metadaten |
| ---- | --------------- | ------------------------------------------------------------------- | ------------------------------------------------ | --- | --- |
| ja   | Datei hochladen | Kath. Pfarrkirche hl. Dreifaltigkeit HERIS-ID: 5805 Objekt-ID: 1679 | Großwilfersdorf 19a Standort KG: Großwilfersdorf | Die Pfarrkirche ist ein Barockbau des späten 17. Jahrhunderts mit baulichen Erweiterungen des 18. Jahrhunderts. Dem Chor und dem dreijochigen Langhaus ist im Osten ein quadratischer Turm mit gebrochenem Pyramidenhelm vorgesetzt. Hochaltar und linker Seitenaltar sind neubarock.                                | BDA-Hist.: Q37854102 Status: § 2a Stand der BDA-Liste: 2025-06-30 Name: Kath. Pfarrkirche hl. Dreifaltigkeit GstNr.: .1 Pfarrkirche hl. Dreifaltigkeit, Großwilfersdorf |
| ja   | Datei hochladen | Pfarrhof HERIS-ID: 23340 Objekt-ID: 19692                           | Hainersdorf 1 Standort KG: Hainersdorf           | Der Pfarrhof trägt eine Inschrift aus dem Jahr 1663 und wurde Ende des 18. Jahrhunderts renoviert. | BDA-Hist.: Q37875789 Status: § 2a Stand der BDA-Liste: 2025-06-30 Name: Pfarrhof GstNr.: 4750                                                                           |
| ja   | Datei hochladen | Kath. Pfarrkirche, hl. Georg HERIS-ID: 23339 Objekt-ID: 19691       | Standort KG: Hainersdorf                         | Die Pfarrkirche wurde laut Inschrift an der Westfassade 1668 erbaut und 1971 restauriert. Sie weist ein dreijochiges Langhaus sowie einen einjochigen Rechteckchor mit einem gegen Osten vorgeschobenen quadratischen Turm auf. Die Inneneinrichtung stammt ziemlich einheitlich aus der Mitte des 18. Jahrhunderts. | BDA-Hist.: Q37875774 Status: § 2a Stand der BDA-Liste: 2025-06-30 Name: Kath. Pfarrkirche, hl. Georg GstNr.: .170 Pfarrkirche Hainersdorf                               |
| ja   | Datei hochladen | Mariensäule HERIS-ID: 23341 Objekt-ID: 19693                        | Standort KG: Hainersdorf                         | Die Mariensäule vor dem Pfarrhof ist mit 1711 bezeichnet. Im Jahr 1961 wurde sie restauriert und zugleich mit Heiligenbildern aus bemalten Fliesen versehen. | BDA-Hist.: Q37875802 Status: § 2a Stand der BDA-Liste: 2025-06-30 Name: Mariensäule GstNr.: 4751                                                                        |
| ja   | Datei hochladen | Flur-/Wegkapelle HERIS-ID: 5810 Objekt-ID: 1684                     | bei Hainfeld 65 Standort KG: Hainfeld            | | BDA-Hist.: Q37854583 Status: § 2a Stand der BDA-Liste: 2025-06-30 Name: Flur-/Wegkapelle GstNr.: 1616                                                                   |
| ja   | Datei hochladen | Kilometer-/Meilenstein HERIS-ID: 5809 Objekt-ID: 1683               | Standort KG: Hainfeld                            | Der Postmeilenstein aus dem zweiten Viertel des 19. Jahrhunderts zeigt die Distanz nach Graz an. | BDA-Hist.: Q37854564 Status: § 2a Stand der BDA-Liste: 2025-06-30 Name: Kilometer-/Meilenstein GstNr.: 1728                                                             |
| ja   | Datei hochladen | Ortskapelle hl. Rochus HERIS-ID: 5808 Objekt-ID: 1682               | Standort KG: Maierhofen                          | | BDA-Hist.: Q37854497 Status: § 2a Stand der BDA-Liste: 2025-06-30 Name: Ortskapelle hl. Rochus GstNr.: .70                                                              |
| ja   | Datei hochladen | Ortskapelle HERIS-ID: 5818 Objekt-ID: 1692                          | Standort KG: Obgrün                              | | BDA-Hist.: Q37855112 Status: § 2a Stand der BDA-Liste: 2025-06-30 Name: Ortskapelle GstNr.: .76                                                                         |
| ja   | Datei hochladen | Ortskapelle HERIS-ID: 5813 Objekt-ID: 1687                          | Standort KG: Radersdorf                          | | BDA-Hist.: Q37854970 Status: § 2a Stand der BDA-Liste: 2025-06-30 Name: Ortskapelle GstNr.: .102                                                                        |
| ja   | Datei hochladen | Ortskapelle HERIS-ID: 23342 Objekt-ID: 19694                        | Riegersdorf 8, neben Standort KG: Riegersdorf    | | BDA-Hist.: Q37875811 Status: § 2a Stand der BDA-Liste: 2025-06-30 Name: Ortskapelle GstNr.: .56                                                                         |